# 버네사 윌리엄스
버네사 윌리엄스(Vanessa Williams, 1963년 3월 18일~)는 미국의 배우, 가수, 제작자(프로듀서), 전직 모델이다. 1983년, 그녀는 아프리카계 미국인 여성으로서는 최초로 미스 아메리카가 되었다. 1984년 '펜트하우스' 잡지에 실린 누드 사진으로 인해 미스 아메리카 자격을 박탈당했지만, 연예인으로 활동을 시작하여 그래미상, 에미상, 토니상 후보에 오르기도 하는 등 재기에 성공했다.

## 출연 작품

### 영화
- 《이레이저》(1996년) - Dr. 리 컬른 역

### TV 드라마
- 《위기의 주부들》(2010년~2012년) - 르네 페리 역
- 《어글리 베티》(2006년~2010년) - 윌레미나 슬레이터 역